# Die Kathedrale des Meeres
Die Kathedrale des Meeres (Originaltitel: La catedral del mar) ist ein 2006 erschienener historischer Roman des spanischen Autors Ildefonso Falcones. Die deutsche Übersetzung von Lisa Grüneisen erschien erstmals 2007 im Scherz Verlag.

## Kurzbeschreibung
Verflochten mit der Bautätigkeit an der Kathedrale Santa Maria del Mar schildert der Roman den sozialen Aufstieg und die mit Liebe, Krieg, Pest, Hungersnot, Hexerei, Judenverfolgung und Inquisition durchsetzte Lebensgeschichte des ehemaligen Leibeigenen Arnau Estanyol, der es „mit Hilfe eines Juden, dessen Kinder er vor den christlichen Verfolgern gerettet hat, und eines menschlichen Mauren aus bitterster Armut zu großem Reichtum“ bringt.

## Inhaltsangabe

### Erster Teil „Diener der Erde“
Der katalanische Bauer Bernat Estanyol heiratet. Sein Feudalherr Llorenç de Bellera nimmt jedoch das Ius primae noctis mit Bernats Ehefrau Francesca in Anspruch. Damit Llorenç später kein Bastard präsentiert werden kann, zwingt er nach der Vergewaltigung Francescas deren Ehemann zum sofortigen Geschlechtsverkehr mit seiner Frau; ansonsten werde das gleiche Ziel dadurch erreicht, dass ein Soldat Llorençs über Francesca herfalle. Bernat handelt wie ihm befohlen, die anschließende Ehe ist ebenso kalt wie Francescas Verhältnis zum gezeugten Sohn Arnau, der sich durch ein erbliches Muttermal eindeutig als Bernats Sohn ausweist. Dieses eindeutige Merkmal hat zur Folge, dass Llorenç von anderen Adligen wegen mangelnder Manneskraft verspottet wird. Fast ein Jahr nach der Vergewaltigung Francescas holt er sie und Arnau auf seine Burg: Francesca soll als Amme von Llorençs Sohn Jaume dienen, der kleine Arnau wird in einem Verschlag eingesperrt. Wenn Francesca zu ihm gehen will, wird sie von Llorençs Leuten vergewaltigt, so dass sie sich letztlich nicht mehr um Arnau kümmert, dem daher der Hungertod droht. Als Bernat das während eines Aufenthalts auf der Burg zufällig erfährt, befreit er Arnau spontan, erschlägt dabei einen Schmiedegesellen, sieht keine Möglichkeit, Francesca mitzunehmen, flieht zunächst in die Berge. Llorenç verweist Francesca als „Hure“ seiner Burg. Da Francesca wegen dieses Rufs von ihrer Familie öffentlich verstoßen wurde und daher zu ihren Eltern nicht zurückkehren kann, wird Francesca aus schierer Not tatsächlich zur Prostituierten. Bernat flieht derweil mit Arnau weiter nach Barcelona, wo er sich aufgrund des Stadtluft macht frei eine neue Zukunft erhofft. Er kommt bei seinem Schwager Grau Puig unter, dessen Geschäftsgründung er einst finanziell förderte. Grau strebt eine politische Karriere an, weswegen er einen flüchtigen Leibeigenen nicht offen unterstützen kann; er mag aber auch nicht riskieren, dass Bernat festgenommen wird und plaudert, und lässt Bernat daher als Handlanger in seiner Töpferei arbeiten, wo Bernat sich durch seine große Sorgfalt auszeichnet.

### Zweiter Teil „Diener des Adels“
Von seiner Cousine Margarida Puig verlockt, gehen Arnau und Margaridas jüngster Bruder zu den winterlichen Ankerplätzen der vor Barcelona liegenden Schiffen, werden ertappt, fliehen durchs kalte Wasser, was Margaridas Bruder eine tödliche verlaufende Krankheit einbringt. Margarida bezichtigt Arnau, Ideengeber für den winterlichen Hafenausflug gewesen zu sein, weswegen Grau Puig befiehlt, Arnau dürfe nie wieder über seine Hausschwelle treten. Von der Puig-Familie isoliert, freundet sich Arnau mit Joan an, dessen Mutter wegen Ehebruchs eingekerkert ist, was Arnau auf seine eigene Mutter neugierig macht. Bernat fragt sich: „Was soll ich ihm sagen? Dass sie ihre Jungfräulichkeit unter den Stößen eines betrunkenen Adligen verlor? Dass aus ihr die öffentliche Frau auf der Burg des Herrn von Bellara wurde? […] ‘Kindern wie dir, die keine Mutter haben, schenkt Gott eine neue Mutter: die Jungfrau Maria‘“, belügt Bernat daher seinen Sohn, der eine innige Marienfrömmigkeit entwickelt, die sich auf der Baustelle von Santa Maria del Mar verortet. Dem dortigen Pater stellt Joan, der von seinem Vater verboten bekommen hat, dessen Nachnamen zu nennen, sich als Joan Estanyol vor und Bruder Arnaus. Auf der Baustelle machen Arnau und Joan die Bekanntschaft der Bastaixos (Lastenträgern des Barceloneser Hafens, die auf ihren Schultern die Steine zur Baustelle schleppen), bewundern deren Kraft, dienen sich den schwitzenden Steinträgern als unbezahlte Wasserträger an. Währenddessen heiratet Grau Puig nach dem Tod seiner ersten Frau, Bernats Schwester, erneut: eine Adlige namens Isabel, die Grau Puig einen Baron-Titel einbringt. Der frischgebackene Baron stößt die Töpferei ab, in der Bernat bisher arbeitete. Bernat und Arnau sind anschließend Graus Stallknechte, wohnen zusammen mit der Sozialwaise Joan außerhalb von Graus Stadtpalast zur Untermiete, während Joan durch den Pater von Santa Maria del Mar gefördert und in der Domschule zum Klassenbesten wird. Bei der Stall-Arbeit geraten Bernat und Arnau derweil in Konflikt mit jenen Stallknechten, die Isabel mit in die Ehe nahm, fallen einer Intrige durch diese Konkurrenz zum Opfer, werden von Baronin Isabel gedemütigt, die Arnau zwingt, ihre seidenen Pantoffel zu küssen. Zu den Demütigungen soll auch zählen, dass Isabel die von einer allgemeinen Hungersnot betroffenen Bernat und Arnau zwingt, Kostgeld für in Pressionshaft einsitzende Schuldner Grau Puigs durch Barcelona zu tragen, wobei Bernat und Arnau in einen Hungeraufstand geraten, in dessen Verlauf der durch seine Situation frustrierte Bernat unverhofft zum Wortführer wird – und nach Niederschlagung des Aufstands als solcher aufgehängt. Baronin Isabel taucht mit ihren Stiefkindern an der Richtstätte auf und verhöhnt den gehenkten Bernat, woraufhin Arnau ihr Rache schwört und in einer nächtlichen Aktion mit Hilfe Joans seinen toten Vater am Strang verbrennt, damit Bernat nicht weiter verhöhnt werden kann. Während Arnau vor den Richtstätten-Wächtern flieht, klärt er zufällig einen versuchten Diebstahl aus der Zunftkasse der Bastaixos auf und wird zur Belohnung in deren Zunft aufgenommen. Da nach dem Tod Bernats und durch das geringe Bastaix-Gehalt die Untermiete nicht mehr vollständig gezahlt werden kann, bekommen Arnau und Joan neue Mitbewohner: eine Gerbersfamilie, von der die junge Aledis Arnau „in ihren Bann“ zieht, deren Vater allerdings ehrgeizigere Pläne für seine Tochter hat und daher Arnaus Heiratsabsichten ablehnt. „Wenige Monate später war Aledis mit einem alten Gerbermeister verheiratet worden, einem Witwer, der lüstern über die fehlende Mitgift des Mädchens hinwegsah.“

### Dritter Teil „Diener der Leidenschaft“
Nach dem Scheitern bei Aledis will der liebesresignierte Arnau vom Thema Ehe nichts wissen, redet sich heraus, er müsse Joan für dessen kirchliche Karriere finanziell den Rücken frei halten. Joan allerdings koppelt seinen Ordens-Eintritt am gleichen Abend, an dem Arnau mit der Zunftmeisters-Tochter Maria verkuppelt werden soll, an Arnaus Heirats-Einwilligung, die Arnau daher erteilt, um gleich darauf in eine Affäre mit Aledis zu trudeln, die ihren Ehemann als „aufdringlichen, tattrigen Schlappschwanz“ empfindet. Während Joan sich im Jahre 1342 zum Studium gen Bologna einschifft, setzt Aledis ihrem Liebhaber Arnau „immer heftiger zu“, wird fordernder, droht damit, die Affäre auffliegen zu lassen. Arnau fühlt sich ausweglos, bittet die Heilige Jungfrau in Santa Maria del Mar, „ihn von dieser Spinne zu befreien, die ihn verfolgte“, sieht im Zwist seines Königs mit König Jaume el Temerari einen leichten Ausweg, zieht daher 1343 in den Krieg. Die leidenschaftliche Aledis allerdings hat Arnau nachgesetzt, wird von einem Fährmann vergewaltigt, gerät im Tross des Heerzugs an Arnaus Mutter Francesca, die inzwischen von der Hure zur Zuhälterin geworden ist und die aufgrund des erblichen Muttermals erkennt, dass es sich bei der von Aledis beschriebenen Person um ihren Sohn handeln muss. Nach Rücksprache mit Arnau, dem sie sich allerdings nicht zu erkennen gibt, sorgt Francesca durch die Lüge, dass Arnau in einem Duell getötet worden sei, dafür, dass Aledis Francescas Sohn nicht mehr nachstellt: Francesca teilt Arnau mit, „Aledis wird dich nicht mehr behelligen“, und nimmt die durch Ehebruch und Vergewaltigung sozial stigmatisierte Aledis in ihren Prostituierten-Trupp auf.
Die nun durch Aledis unbehelligte Ehe mit Maria fällt jetzt allerdings dem Schwarzen Tod zum Opfer: Maria stirbt. Die pestverursachte Hysterie verursacht ein Pogrom an Barcelonas jüdischer Gemeinde, während dem Arnau außerhalb des Judenviertels einen maurischen Sklaven namens Sahat und drei diesem anvertraute jüdische Kinder rettet. Deren dankbarer Vater, der jüdische Händler Hasdai Crespas, schenkt Arnau den Sklaven Sahat mit den Worten: „Wir beide werden dir dabei helfen, reich zu werden.“ Durch die Pest seien viele Geldwechsler gestorben, in deren Fußstapfen Arnau nun mit Hasdais Hilfe treten könne und mit Sahat als Geschäftsführer: „Er weiß wirklich alles über den Geldwechsel. […] Ich habe ihn gekauft, weil er ein Experte in diesen Transaktionen war.“ Sahat tritt der Form halber zum christlichen Glauben über, nimmt den Namen Guillem an, vermehrt auf den Rat Hasdais hin das Startkapital Arnaus ohne dessen Wissen durch Investitionen in den Sklavenhandel. Die Gewinne daraus werden Arnau gegenüber als Geldanlage eines Juden namens Abraham Levi dargestellt, der zu Arnau meint: „Ich gehen auf eine Reise, eine sehr lange Reise, und ich möchte, dass Ihr und Sahat mit meinem Geld arbeitet.“ Binnen fünf Jahren ist Arnau „reich, sehr reich. Er führte ein einfaches Leben, aber seine Bücher verzeichneten ein ansehnliches Vermögen.“ Einzig an der Erziehung von Mar spart er nicht, der Tochter eines Bastaix, die durch den Schwarzen Tod zur Vollwaise geworden und durch Arnau adoptiert worden ist. Arnau nutzt seine Solvenz aus, die Schuldscheine des geltungssüchtigen Grau Puig aufzukaufen. Im gleichen Moment, als Arnau Grau Puigs größter Gläubiger ist, wird eine Piratenkommando auf Grau Puigs Warenlieferungen angesetzt, um ihn vollends zu ruinieren, so dass der bankrotten Familie Puig nichts anderes bleibt als Grau Puigs bäurisches Geburtshaus.
Da sich Arnau im Krieg der beiden Peter bewährt, drängt ihm sein König 1359 die Heirat mit dem königlichen Mündel Baronin Elionor auf, die drei Baronate mit in die Ehe nimmt sowie einen großen Zorn: „Ein ehemaliger Bastaix, ein Angehöriger jener Zunft, die aus den Hafensklaven entstanden war. Wie konnte der König sie mit einem Bastaix verheiraten?“ In Begleitung von Mar und des 1355 als Dominikaner nach Barcelona zurückgekehrten Joan macht sich Arnau mit seiner neuen Gattin zu seinem Adelssitz auf, ist schockiert vom Anblick der dortigen Bauern: „Ein Heer hungernder Männer, Frauen und Kinder, auf die niemand etwas gab, außer um sie bis auf den Tod aufzupressen.“ Anlässlich einer Lehnseid-Zeremonie erklärt Arnau vor den empörten Kleinadligen seiner Ländereien „alle Gewohnheitsrechte gegenüber unfreien Bauern für aufgehoben“, darunter unter anderem das Ius primae noctis, was die zufällig im Publikum weilende Francesca zu Tränen rührt, die der ebenfalls dort weilenden Aledis gesteht, jener Arnau dort sei ihr Sohn. Auf die Frage Aledis, warum sie durch Francesca belogen worden sei, entgegnet Francesca unter anderem, Aledis hätte Arnau nicht verdient gehabt, was Aledis hinnimmt. Nachdem Arnau für seine Besitzungen die Leibeigenschaft aufgehoben hat, wohnt Arnau mit Elionor im Barceloneser Puig-Palast, der in Arnaus Augen den Vorteil hat, „dass ich dich umso seltener sehe, je größer das Haus ist.“ Im Alter von vierzig Jahren bekommt der wohlhabende und angesehene Arnau „einen der beiden Posten als Seekonsul von Barcelona angeboten“. Das eheliche Verhältnis zur von Arnau wegen ihres Charakters verabscheuten Elionor bleibt „kühl und distanziert und beschränkte sich auf das Allernötigste. Unterdessen war Mar zwanzig Jahre alt und weigerte sich nach wie vor zu heiraten“, weil sie ihren Ziehvater Arnau liebt und zum Gatten haben will. Sie lebt weiterhin in Arnaus Haushalt, doch „Tag für Tag fand Elionor neue Wege, das Mädchen zu piesacken“, dem sie die Schuld an ihrer scheiternden Ehe gibt: „Die Einzige, die ihr im Weg stand, […] war diese wollüstige Hexe. Wen die Hexe nicht mehr da wäre… wenn sie verschwände… dann würde Arnau sicherlich ihren Reizen erliegen“, meint Elionor und setzt sich mit Joan ins Einvernehmen, dem es ein Dorn im Auge ist, dass die junge Mar sich einer Ehe als gottgewollter natürlicher Institution zwischen einem Mann und einer Frau entzieht: Arnau unterminiere durch die immer noch nicht geschlechtlich vollzogene Ehe mit Elionor den gottgefälligen Zweck einer Ehe (Zeugung und Erziehung von Nachkommenschaft), und all das „wegen einem hochmütigen jungen Ding, das sich weigerte, seiner weiblichen Bestimmung nachzukommen“, nämlich der Ehe mit einem anderen Mann, und stattdessen bei Arnau bleibe: Mar trägt in Joans Augen „die alleinige Schuld an der Situation, niemand anders als sie. Sie hatte alle Heiratskandidaten abgewiesen, um Arnau weiterhin mit ihren Reizen zu betören. […] Sie war der Teufel! Der Teufel in Frauengestalt, die Versuchung, die Sünde.“ Elionor und Joan veranlassen einen säumigen Schuldner Arnaus, der sich von Elionor Fürsprache bei Arnau erhofft, das Mädchen auf sein Rittergut zu entführen und sich an ihm zu vergehen; anschließend solle der Ritter zur Wiedergutmachung seines Unrechts anbieten, die durch ihn entehrte Mar zu ehelichen (Si quis virginem-Gesetz). Zunächst kann Arnau das Barceloneser Bürgerheer gegen den Entführer Mars marschieren lassen, doch weil der Entführer sich auf das Si quis virginem beruft und darin von Joan unterstützt wird, gibt Arnau nach und willigt in Mars Verheiratung ein, ohne sie noch einmal zu sprechen: „So war das katalanische Gesetz.“ Sahat/Guillem verlässt Arnau wegen dieser gesetzeskonformen, aber unmenschlichen Entscheidung gen Pisa, von Arnau mit einem Freilassungsbrief und üppigen finanziellen Mitteln bedacht. Und auch Joan will von Arnau fort: Er wird Inquisitor in Katalonien.

### Vierter Teil „Diener des Schicksals“
Während der Ostermesse 1367 kommt es zu einem handfesten Ehekrach zwischen Arnau und Elionor, während gleichzeitig der Mob wegen eines angeblichen Hostienfrevels ein Pogrom gegen die jüdische Gemeinde anzetteln will, woraufhin Arnau darauf hinweist, dass die „Festnahme der gesamten jüdischen Gemeinde […] den Geschäftsinteressen Barcelonas ernstlichen Schaden zufügen“ könnte. Während die Juden in ihrer Synagoge zusammengepfercht unter desolaten Bedingungen ihr Schicksal erwarten müssen und wegen der sanitären Zustände die ersten Toten erwarten, verhandelt Arnau mit der Obrigkeit, bietet im Namen der Juden eine immer höhere Geldstrafe an, bis die Juden nur noch drei des vermeintlichen Hostienfrevels „Schuldige“ zur Bestrafung ausliefern müssen, womöglich Freiwillige, darunter Arnaus Freund und Förderer Hasdai. Während Hasdais Hinrichtung klammert sich Hasdais Tochter Raquel an Arnau – vor den Augen des Großinquisitors, Margarida Puigs und Elionors, die Arnau deswegen einer unzulässigen Juden-Liebschaft bezichtigen wird. Zu Elionors Unterstützern beim Vorgehen gegen Arnau gehört neben den Geschwistern Margarida und Genís Puig auch Jaume de Bellera, Sohn von Arnaus verstorbenen Ex-Feudalherrn Llorenç de Bellera: Jaume führt seine Epilepsie darauf zurück, dass er mit der für Arnau bestimmten Muttermilch der „Hexe“ Francesca gesäugt wurde, als sie seine Amme war. Nach der Verhaftung Arnaus eilt Joan nach Barcelona zurück und wird prompt vom Großinquisitor bedroht, selbst ins Visier der Inquisition zu geraten, wenn er kein Geständnis aus dem eingekerkerten Arnau herausbringe. Etwa gleichzeitig tritt Jaume de Bellera auf den Plan und präsentiert der Inquisition die von ihm verhaftete „Hexe“, Prostituierte und Arnau-Mutter Francesca, in deren Begleitung auch die Prostituierte Aledis weilt; Francesca wird eingekerkert, Aledis freigesetzt. Genís Puig behauptet derweil der Inquisition gegenüber, der 37 Jahre zurückliegende Tod seines jüngeren Bruders rühre daher, dass „dieser sich weigerte, an seinen [=Arnaus] teuflischen Riten teilzunehmen. Er versuchte ihn am Stand zu ertränken. Danach ist er gestorben.“
Ebenso wie die zwischenzeitlich wieder verwitwete Mar, nachdem Joan sie im Auftrag Arnaus aufsuchte, gehören die freigelassene Aledis und zwei weitere für Francesca tätige Prostituierte zu jenen, die für Arnau einstehen möchten und vor Arnaus Gefängnis zufällig aufeinander treffen. Die zwei Prostituierten gehen Jaume de Bellera und Genís Puig „um den Bart“, um jene auszuhorchen. Mars Ziehvater Sahat/Guillem, der dank des von Arnau überlassenen Startkapitals in Pisa reich geworden ist, kehrt infolge einer Nachricht über Arnaus Verhaftung nach Barcelona zurück, stellt fest, dass Arnau ihn in den Barceloneser Verwaltungsunterlagen immer noch als Bevollmächtigten vermerkt hält, schlägt den Beamten des Kronprinzen einen Schuldenerlass für die Herrscherfamilie vor und bemächtigt sich des Nachweises der vermeintlichen Geldanlage eines Juden namens Abraham Levi. Der Schuldenerlass zugunsten der Herrscherfamilie und die Schuld-Unterlagen zugunsten Levis können schlagartig dafür sorgen, dass Arnau für die Inquisitionsbehörden relativ uninteressant wird, an die im Falle einer Verurteilung Arnaus gesamtes Vermögen gefallen wäre. Mit dem Schuldenerlass erkauft sich Arnaus Partei außerdem das Stillhalten der Obrigkeit, als unter maßgeblicher Mitwirkung der Bastaixos-Zunft das Bürgerheer gegen die kirchlichen Entführer Arnaus marschieren will und die kirchliche Seite Arnau tatsächlich freigibt, weil der Bischof Angst um die Unversehrtheit seines Bischofspalastes hat und Arnau auch in Abwesenheit zum Ketzer erklärt werden könnte. Dagegen allerdings schreitet nach der Freilassung Arnaus dessen alter Freund Sahat/Guillem ein: Er weist auf den Schuldenerlass hin, „und wenn die Inquisition Arnaus Vermögen konfiszierte, so galt das auch für seine Verpflichtungen – und nur er, Guillem, wusste, dass die Gutschriften zugunsten Abraham Levis falsch waren. Wenn er nicht die Verzichtserklärung vorlegte, die der Jude damals unterschrieben hatte, war Arnau mittellos“ und die kirchlichen Kassen profitlos. Sahat/Guillem kann daher mit der Inquisition einen Handel abschließen: Die Inquisition verurteilt Arnau der Form halber zu einer leichten Strafe und erhält im Gegenzug die Verzichtserklärung Abraham Levis, so dass sie Geld konfiszieren kann.
Weil die Inquisition von der Familie Puig wusste, dass Arnau den Leichnam seines Vaters anzündete, Arnau als Quelle dieser Information jedoch seinen Ziehbruder, den Inquisitor Joan, ansieht, fühlt Arnau sich von Joan verraten, den tatsächlich ein schlechtes Gewissen rührt: Da Joan die Zerrüttung seines Verhältnisses zu Arnau in der von Baronin Elionor veranlassten Si quis virginem-Intrige manifestiert sieht und die Baronin außerdem die Ursache auch für Arnaus jüngste Leiden ist, bringt er zunächst sie, dann sich selbst um. Somit ist der Weg frei für eine Verbindung von Arnau mit Mar, finanziell unterfüttert von Sahat/Guillem, eines „deus ex machina, […] der ihm [=Arnau] im privaten Bereich eine Art idyllisches Glück zusichert und eine komfortable wirtschaftliche Lage.“

## Textanalyse
Bei Die Kathedrale des Meeres handelt es sich um einen auktorial erzählten historischen Roman, der den Rahmen bildet für andere Subgenres wie Liebesroman, Kriminalroman oder Bildungsroman, wobei der rasante Aufstieg der Hauptfigur an das deutsche Märchen Hans im Glück erinnert. Orte der Handlung sind fiktive und nicht-fiktive Ortschaften in Katalonien, vor allem Barcelona, sowie einzelne Ortschaften des katalanischen Roussillon-Feldzugs 1343 und Pisa. Die erzählte Zeit des Ersten Teils (Diener der Erde) erstreckt sich vom September 1320 bis Ende 1322, die des Zweiten Teils (Diener des Adels) von Weihnachten 1329 bis Juli 1334, die des Dritten Teils (Diener der Leidenschaft) vom Juli 1339 bis zum Jahr 1362. Der Vierte Teil (Diener des Schicksals) beginnt zu Ostern 1367 und endet im gleichen Jahr, abgesehen von einem nachwortartigen letzten Kapitel, das im Jahr 1384 spielt und vor dem Hintergrund der Kirchweihe von Santa Maria del Mar vom letztlichen Familien- und Geschäftsglück Arnaus und Mars berichtet.

### Figuren
Hauptfigur ist der im Frühsommer 1321 geborene Arnau Estanyol. Er hat kastanienbraunes Haar und honigfarbene Augen, wird zusammen mit Grau Puigs Kindern „im Lesen, Schreiben und Rechnen unterwiesen“, behält trotz seines sozialen Aufstiegs die Bodenhaftung und daher „die Wertschätzung der einfachen Leute, denen er half.“ Arnau ist gutherzig, etwas passiv, fleißig, weltoffen und gleichzeitig fromm, wobei „die naive Marienfrömmigkeit des Protagonisten völlig unkritisch dargestellt wird“. Als „Außenseiter“ gehört Arnau nirgendwo hin und ist damit ein „guide“, eine Identifikationsfigur für den Leser, der ebenfalls „natürlich niemals Teil der Geschichte ist“.
Nebenfiguren (Auswahl)
- Bernat Estanyol: Der Vater Arnaus ist zu Beginn der Handlung 27 Jahre alt und zwar der reichste Bauer der Region,[105] aber als Leibeigener und Erbpächter[106] dennoch ein Spielball der Mächtigen.
- Francesca Estanyol: Die Mutter Arnaus und Ehefrau Bernats ist „eine gequälte Seele“,[4] die ihre durch äußere Gewalt vernachlässigten Mutterpflichten Arnau gegenüber dadurch ausgleicht, dass sie Arnau erst vor der aufdringlichen Aledis bewahrt[40] und später ihren Teil dazu beiträgt, dass ein Tatvorwurf der Inquisition gegen Arnau nicht verfängt.[107]
- Grau Puig: Dieser geltungssüchtige, antisemitische[108] Onkel Arnaus ist etwas älter als Bernat Estanyol[109] und „außergewöhnlich dünn“.[110] Seiner Töpferei verdankt der eigentlich einfache Handwerker „seine Ämter als Zunftmeister, Ratsherr von Barcelona und Mitglied des Rats der Hundert“ und ist als solcher „in die Politik und Hochfinanz eingestiegen“.[111] Arnaus Freund Hasdai charakterisiert Grau Puig so: „Er ist davon besessen, etwas Besseres zu sein als ihm von Geburt an zusteht. Solange er ein einfacher Handwerker war, war er vertrauenswürdig. […] Und je mehr sich die anderen lustig machen, desto mehr muss er seinen Einfluss unter Beweis stellen, indem er mit Geld um sich wirft.“[112] Nach seinem durch Arnau bewirkten sozialen Absturz stirbt Grau Puig „von Hunger und Krankheiten geschwächt, die nur die Armen heimsuchen“.[113]
- Margarida Puig: Die Tochter Grau Puigs und Cousine Arnaus ist anderthalb Jahre älter als Arnau.[114] Dass sie ihre Verantwortung für den Tod ihres jüngsten Bruders leugnet, ist Ursache dafür, dass Arnau aus dem Haus der Puigs verbannt und zusammen mit Joan zu einer Art Straßenjungen wird. Margarida ist auf Rache erpicht, nachdem all ihre Angehörigen außer ihr Bruder Genís infolge des durch Arnau bewirkten sozialen Absturzes „von Hunger und Krankheiten geschwächt [starben], die nur die Armen heimsuchen“.[113] Sie wird zur Vertrauten von Arnaus Frau Elionor, informiert Elionor darüber,[115] dass Arnau, weil er es zuhause nicht aushält, „oft abends zu seinem alten Freund Hasdai Crespas“ geht.[116] Margarida ist es auch, „die sich das Liebesverhältnis zwischen Arnau und Raquel ausgedacht hatte.“[115]
- Genís Puig: Dieser Cousin Arnaus ist einer der beiden ältesten Söhne Grau Puigs.[114] Er ist auf Rache erpicht, nachdem all seine Angehörigen außer seine Schwester Margarida infolge des durch Arnau bewirkten sozialen Absturzes „von Hunger und Krankheiten geschwächt [starben], die nur die Armen heimsuchen“.[113]
- Isabel Puig: Die Stiefmutter von Margarida und Genís ist zum Zeitpunkt der Heirat mit Grau Puig „gerade zwanzig geworden und außergewöhnlich dünn“,[110] ein „wenig ansehnliches, aber adliges Mädchen. […] Ihre Mitgift waren keinerlei Pfründen, Ländereien oder Reichtümer, lediglich ein Titel. Doch dieser würde ihm [= Grau Puig] Zugang zu einer Klasse verschaffen, die ihm bislang verwehrt geblieben war.“[117] Diese „Harpyie“[118] mit Baroninnen-Titel kompensiert ihre Abneigung gegen die unstandesgemäße niedere Heirat mit Grau Puig dadurch, dass sie den verglichen mit ihrem Ehemann sozial noch niedriger stehenden Puig-Verwandten Bernat und Arnau das Leben möglichst schwer macht.
- Joan Estanyol: Dieser Adoptivbruder Arnaus ist zwei[119] oder drei[120] Jahre jünger als Arnau und eigentlich Sohn eines Kupferschmieds, doch von diesem nicht als solcher anerkannt, da der Schmied seine Frau gerichtlich bestätigt des Ehebruchs bezichtigte.[121] Joan entwickelt sich „zum begabtesten Schüler der Domschule […]. Schon nach kurzer Zeit beherrschte er das Lateinische, und seine Lehrer lobten diesen ruhigen, besonnenen, nachdenklichen und vor allem gläubigen Schüler in den höchsten Tönen.“[122] Die kirchliche Karriere verändert Joan nicht nur innerlich, sondern auch äußerlich: Im Jahr 1355 wirkt er bereits „kahl, hager und ausgezehrt“.[120]
- Maria Estanyol: Die Tochter eines Bastaixos-Zunftmeisters ist zum Zeitpunkt ihrer Heirat mit Arnau 15 Jahre alt, „ein einfaches Mädchen mit lockigem Haar und sanftem Blick.“[33] Sie ist Arnau, der nicht von Aledis loskommt, eine liebevolle, anschmiegsame[123] Ehegattin.
- Elionor Estanyol: Diese zweite Ehefrau Arnaus ist ein adliges Mündel des Königs und zum Zeitpunkt ihrer Hochzeit mit Arnau „dreiundzwanzig Jahre alt und bildschön“, aber auch „launisch und verwöhnt, hochmütig und ehrgeizig“,[124] so dass Arnau ihr in herzlicher Abneigung verbunden ist. In Arnaus Augen ist Elionor eine „Frau, für die nichts wichtiger war als der äußere Schein – außer vielleicht, dass er sie zur Mutter machte.“[97] Zwecks Mutterschaft versucht Elionior nach Mars Zwangsvermählung, Arnau zu bezirzen unter anderem durch „ihre falsche, gekünstelte Stimme […], die so ganz anders klang als die Stimme, mit der sie ihn bisher behandelt hatte“.[125] Da Elionor auch damit scheitert, setzt sie die Inquisition auf Arnau an.
- Llorenç de Bellera: Dafür, dass Bernats Vater ihn vor der Berichtszeit des Romans durch Kenntnisse des Erbrechts um Landgewinn brachte,[106] rächt sich der durch Llorenç personifizierte „brutale und ausbeuterische katalanische Feudaladel“,[126] indem er das Ius primae noctis beansprucht und damit „ein Drama entfesselt, das das Leben aller ändern wird“.[127]
- Aledis Segura: Die Gerberstochter und erste große Leidenschaft Arnaus besitzt ein wohlgeformtes Kinn, vorstehende Wangenknochen, eine „gerade, zierliche italienische Nase“, weiße, ebenmäßige Zähne, beeindruckende braune Augen, sowie lange, seidige, rabenschwarze Haare mit bläulichem Schimmer.[128]
- Hasdai Crespas: Diese vom historisch belegten Chasdaj Crescas inspirierte jüdische Persönlichkeit wird beschrieben als groß, schlank und von langem, schwarzen, glatten Haar.[129] Bei Hasdai lernt Arnau das Judentum kennen und legt seine Vorurteile ab.
- Raquel Crespas: Diese Tochter des Hasdai ist eines der Kinder aus Sahats Obhut, das Arnau vor einem antisemitischen Mob rettet – und gleichzeitig ungewollt ein Anklagepunkt, als die Feinde Arnaus nach Hasdais Hinrichtung gegen Arnau vorgehen wollen. Doch Arnau kann Raquel retten: „Gleich nachdem er beobachtet hatte, wie Elionor und Margarida Puig mit den Finger auf sie zeigten, sorgte Arnau dafür, dass Raquel und ihre Familie aus dem Judenviertel verschwanden.“[130]
- Mar: Die 1341[131] oder 1342[132] geborene Waise eines Pest-Opfers ist schon als Kind „hübsch, klug, von einem Liebreiz, der jeden entzückte“[133] sowie „flink, schön, heiter und selbstsicher“.[134] Als Mar mit 14 Jahren ins heiratsfähige Alter kommt, ist sie sich klar, dass sie niemanden anderen zum Gatten haben will als ihren zu jenem Zeitpunkt 33-jährigen Ziehvater Arnau.[135]
- Sahat/Guillem: Der maurische Sklave Sahat ist erst ein Faktotum für Hasdai Crespas, dann nach Übertritt zum Christentum und Annahme des Namens Guillem Geschäftsführer für Arnau Estanyol sowie außerdem eine Vaterfigur für Arnaus Adoptivtochter und spätere Gattin Mar.[136]

### Themen
Zentrales Thema ist der soziale Aufstieg des Kindes eines entflohenen Leibeigenen vom freien, aber armen Stadtbürger bis zum Seekonsul und Baron sowie das mittelalterliche Umfeld, in dem Arnau Estanyol dieser Aufstieg stellvertretend für andere leistungsbereite Mittellose gelingt. „Allerdings wird hier und da die These vertreten, dass es ihnen mehr um die Erlangung von Freiheit ging als um materielles Wohlergehen“, was sich darin niederschlägt, dass eine Frau während des Hungeraufstand 1334 über den nach Essen suchenden Bernat meint: „Er sucht die Freiheit“. Das abstrakte Thema Freiheit wird von der Sekundärliteratur nicht nur aufgrund dieser Textstelle als zentral für den Roman betrachtet.
Äußere Freiheit
Arnaus Adoptivbruder Joan gibt auf Arnaus Frage „Was ist der Preis der Freiheit?“ eine Kurzfassung von der Vertragstheorie wieder, indem Joan behauptet, freie Menschen hätten sich einem Herrn unterworfen, damit jener für sie sorge: „Sie verloren einen Teil ihrer Freiheit, doch sie gewannen einen Herrn, der seine schützende Hand über sie hielt.“ Im Umkehrschluss heißt das, bei Wegfall der schützenden Hand durch katastrophale Ereignisse wie Hunger oder Krieg entfalle auch das Recht, die im Naturzustand vorhandene Freiheit zu entziehen. Andererseits bekundet eine Frau während des Hungeraufstands 1334: „Es gibt keine Freiheit, wenn man hungert“. So oder so ist die Äußere Freiheit immer eine Freiheit von etwas, und Arnaus Streben nach der Freiheit von etwas wird als etwas angesehen, das gegen die weltlichen Mächtigen und gegen die göttliche Ordnung gerichtet ist: Jaume de Bellera meint über Arnau, jener hätte sein ganzes Leben „die Gesetze hintertrieben, von denen unser Zusammenleben bestimmt werden sollte. […] Arnau ist die Ausgeburt des Teufels, der nichts anderes vorhat, als durch die Unzufriedenheit des Volkes die Ankunft des Leibhaftigen vorzubereiten.“ Diese Hintertreibung der Gesetze führt nicht nur zur „Ankunft des Leibhaftigen“, sondern auch „zur Anarchie, und Anarchie erscheint als etwas Chaotisches, das mit roher Gewalt unterdrückt werden muss.“
Innere Freiheit
Als sich Aledis gegenüber Francesca beklagt, es fehle ihr trotz materiellen Wohlergehens an Ehre, und später das Thema Ehre mit dem Thema Freiheit verknüpft, betont Francesca, dass die von der Leibeigenschaft befreiten Bauern auf Arnaus Adels-Besitz „weiterhin arme Schlucker bleiben, für die es nicht zum Leben und nicht zum Sterben reicht. […] Denk nicht an die Ehre. Sie ist nicht fürs Volk gemacht“: Freiheit und Ehre sind „ein Luxus, den sich gewöhnliche Menschen nicht leisten können“. Außer, die Menschen erlangten ihren Naturzustand wieder, indem sie sich äußerlich und innerlich von ihren Mitmenschen entfernten: Sahat/Guillem sieht Einsamkeit an als den „einzigen Ort, an dem niemand seine Freiheit einschränken konnte“, und als Mar und Arnau nach Arnaus Befreiung vorübergehend abgeschieden außerhalb Barcelonas leben, genießen sie ebenfalls ihre Innere Freiheit, die Mar wie folgt ausdrückt: „Wir sind alleine, nur du und ich, ohne Vergangenheit, ohne Erinnerungen, ohne Schuld. Da ist nichts, was uns im Weg stehen könnte.“

## Rezeption und Kritik
Der Roman hatte bereits im Dezember 2006 nach Verlagsangaben „allein in Spanien die Marke von einer Million verkaufter Exemplare überschritten“ und wurde zu „einem der größten Bestseller unter den neuesten spanischen historischen Romanen“. Auch außerhalb Spaniens wurde das unter anderem in The Independent und in Publishers Weekly rezensierte Buch ein großer Erfolg: Die Kathedrale des Meeres war laut The New York Review of Books im Jahre 2006 das weltweit am viertbesten verkaufte belletristische Buch, wurde in mindestens 15 Sprachen übersetzt und in 32 Ländern verkauft. In Deutschland gehörte der Roman 2008 zu den meistverkauften Belletristik-Büchern.
Von der Kritik dagegen wurde teilweise bemängelt, dass die Figuren in Die Kathedrale des Meeres zu eindimensional und ohne innere Widersprüche seien; so wäre beispielsweise „der gute Arnau zu gut“. Falcones gewähre kaum Einblick in die psychologisch zu wenig komplexen Roman-Charaktere, mittels derer Falcones moderne Sichtweisen in eine mittelalterliche Kulisse versetze, so dass sein Buch kein eigentlich moderner historischer Roman im Lukácsschen Sinne sei. Darüber hinaus verwendet Falcones, der sich im Roman-Nachwort seiner Recherchen rühmt, Anachronismen wie z. B. in wörtlicher Rede die moderne Maßeinheit Kilogramm und stellt „seinem Beruf als Anwalt entsprechend sehr oft rechtliche Fragestellungen und Sichtweisen in den Vordergrund“, beginnend mit Erörterungen über das Erbrecht, endend mit Barceloneser Bestimmungen über das Kalfatern, umfangreich in einer Aufzählung der „zahlreichen Rechte des [Feudal-]Herren“.

## Auszeichnungen
- Fulbert de Chartres, 2009.[158]
- Giovanni Boccaccio, 2007.[158]
- Fundación Lara, 2006.[158]
- Euskadi de Plata, 2006.[158]
- Qué leer, 2006.[158]

## Nachwirkung und Filmadaption
Im Jahr 2018 erschien auf Deutsch die Fortsetzung Die Erben der Erde (Originaltitel: Los herederos de la tierra, 2016), die als Serie verfilmt und 2022 von Netflix ausgestrahlt wurde, nachdem Die Kathedrale des Meeres bereits 2018 als Serie ausgestrahlt worden war, zunächst bei Antena 3, später bei Netflix.

## Deutschsprachige Textausgaben (Auswahl)
- Die Kathedrale der Meeres. Penguin, München 2018. ISBN 978-3-328-10313-4.
- Die Kathedrale der Meeres. 4. Auflage. Fischer Taschenbuch-Verlag, Frankfurt/Main 2012. ISBN 978-3-596-51261-4.
- Die Kathedrale der Meeres. 4. Auflage. Scherz, Frankfurt/Main 2008. ISBN 978-3-502-10097-3.

## Sekundärliteratur (Auswahl)
- Manfred Tietz: La (re)construcció de l’edat mitjana catalana en una novel·la d’èxit. La catedral del mar, d’Ildefonso Falcones. In: Eberhard Geisler (ed.): Literatura catalana del segle XX i de l'actualitat. Lang, Bern 2012. ISBN 978-3-631-63326-7. S. 227–242.
- Anne L. Walsh: La catedral del mar (2006) by Ildefonso Falcones. In: Anne L. Walsh: Chaos and coincidence in contemporary Spanish fiction. Lang, Bern 2011. ISBN 978-3-0343-1018-5. S. 80–91.